# 7389 Michelcombes
7389 Michelcombes eller 1982 UE är en asteroid i huvudbältet som upptäcktes den 17 oktober 1982 av den amerikanske astronomen Edward L.G. Bowell vid Anderson Mesa Station. Den är uppkallad efter fransmannen Michel André Combes.